# Xystrota brasiliana
Xystrota brasiliana là một loài bướm đêm trong họ Geometridae.